# 黄花川西獐牙菜
黄花川西獐牙菜（学名：Swertia mussotii var. flavescens）为龙胆科獐牙菜属下的一个变种。

## 扩展阅读
- 維基物種上的相關：黄花川西獐牙菜